# Timothy West
Timothy Lancaster (Timothy) West CBE (Bradford, 20 oktober 1934 – Londen, 12 november 2024) was een Brits acteur op zowel het toneel als de televisie en film. 
Hij was een zoon van de acteur (Harry) Lockwood West. Hij bezocht de John Lyon School in Harrow (Londen) en de Bristol Grammar School in Bristol. Hij was van 1963 tot aan zijn overlijden getrouwd met de actrice Prunella Scales. Van hun twee zonen is Samuel West ook een bekende acteur. Uit zijn eerste huwelijk met Jacqueline Boyer (1956-1961) had West een dochter. 
Hij begon zijn loopbaan als assistent-toneelmeester bij het New Wimbledon Theater in 1956. Hij speelde in het Piccadilly Theater in 1959, was met de Royal Shakespeare Company in 1966 in Stratford en speelde in het Aldwych Theater.
Zijn grote bekendheid begon in 1975 met zijn titelrol in de televisieserie Edward the Seventh. Andere rollen speelde hij in Nicholas and Alexandra (1971), The Thirty Nine Steps (1978) en Cry Freedom (1987). In 1997, speelde hij Gloucester in de BBC-televisieproductie van King Lear uit de anthologieserie Performance. In ongeveer honderd televisie- en toneelvoorstellingen trad hij op. 
West overleed op 12 november 2024 op 90-jarige leeftijd.

## Toneelrollen
- Opening van het vernieuwde station London St Pancras International als William Henry Barlow, 2007
- Coriolanus als Menenius, 2007, Royal Shakespeare Company, Stratford-upon-Avon
- King Lear (2003) met het Engelse "Touring Theatre Company", als Lear
- The External
- King Lear als Lear, 1971 Edinburgh Festival
- The Merchant of Venice als Shylock, 1981

## Televisierollen
- Big Breadwinner Hog (1969) als Lennox
- Edward the Seventh (televisie) (1975)
- Hedda (film) (1975)
- Brass  (televisieserie) (1982) als Bradley Hardacre
- Agatha Christie's Miss Marple 1985 BBC adaptation of A Pocketful of Rye as Rex Fortescue
- The Good Doctor Bodkin Adams (1986)
- Churchill and the Generals (1988) als Winston Churchill
- Blore, MP (play)
- Framed (1993)
- Goodnight Sweetheart, comedy als MI6 agent "MacDuff"
- King Lear (1998) als Gloucester
- Midsomer Murders als Marcus Devere (1 episode, 2000)
- Bedtime (serie, 2001)
- Bleak House (televisieserie, 2005) als Sir Leicester Deadlock

## Filmrollen (selectie)
- 1973 - The Day of the Jackal
- 1973 - Hitler: The Last Ten Days
- 1978 - The Thirty Nine Steps
- 1979 - Agatha
- 1980 - Rough Cut
- 1987 - Cry Freedom
- 1998 - Ever After
- 2001 - Iris

## Autobiografie
- A Moment Towards the End of the Play, 2001, ISBN 1-85459-619-5